# Smyrna (village, New York)
Pour les articles homonymes, voir Smyrna.
Ne doit pas être confondu avec Smyrna (New York).
Smyrna est un village situé dans le comté de Chenango, dans l'État de New York, aux États-Unis. En 2010, elle comptait une population de 213 habitants, estimée au 1er juillet 2019 à 216 habitants.

## Démographie
Lors du recensement de 2010, la localité comptait une population de 213 habitants. Elle est estimée, en 2019, à 216 habitants.